# Автономизм
Автономи́зм — название ряда левых политических и социальных движений и теорий. Автоно́мами (от др.греч.: αὐτός — («сам») и νόμος — («закон»)) или автономными группами в наше время называются участники определенных независимых леворадикально-либертарных или анархистских движений.
Автономные группы организованы в так называемые affinity groups. Связи между ними не очень крепкие. Автономы стремятся создавать независимо от существующего государственного строя своё собственное свободное пространство. В большинстве своем, они следуют антиавторитарным, социал-революционным и близким к анархизму идеалам.
Правоохранительными органами Германии, Австрии и Швейцарии движение автономов было классифицировано как левоэкстремистское.

## Происхождение названия
В Италии во время сопротивлений рабочих в 1968/1969 гг. играло большую роль социальное движение «Autonomia Operaia» — «Автономия рабочих». Для его демонстраций были характерны вооруженные столкновения с полицией; кроме того, участники движения проводили акции саботажа на фабриках. В его рядах были не только рабочие и студенты, но и бездомные и безработные. Оно отграничилось от Коммунистической партии Италии и профсоюзов и разработало свою собственную теорию, операизм, одним из центральных элементов которой была автономия.
«Автономия борца-рабочего, освободившегося от контроля профсоюзов, конечно же, отличается от автономии постоянно вооруженного пролетария, который является диктатором над обществом».
- ADRIANO SOFRI & LUCIANO DELLA MEA: О стратегии и организации «Lotta continua». Интернациональная марксистская дискуссия 18, Merve, Берлин 1971
В конце 1970-х операизм потерял своё значение, но восприятие автономии как самостоятельной политической борьбы, независимой от профсоюзов и партий, спонтанного движения и отказа от организации и руководства принадлежит с тех пор к самоопределению автономов и за пределами Италии.
Однако в немецкоговорящих странах концепция и практическая сторона операизма, рассчитанного на движение рабочих, играют крайне малую роль.

## История
Автономизм как теоретическая система появился в Италии в 1960-х. Его непосредственными предшественниками являлись многочисленные операистские группы. Позже постмарксистские и анархистские тенденции стали сильнее после роста влияния ситуационизма, ухода со сцены ультралевых итальянских движений в 1970-х и появления многих важных теоретиков включая Антонио Негри, который в 1969 году способствовал основанию марксистской группы Рабочая власть (итал. Potere Operaio), а также Марио Тронти, Паоло Вирно и других.
Автономы поддерживали тактику прямого действия и опирались на студенческое движение, получившее особый размах после убийства в 1966 году неофашистами студента Римского Университета Паоло Росси.
Кульминацией движения автономов в Италии был бунт 11 марта 1977 года в Болонье после убийства молодого человека полицией.
После этого начиная с 1979 года правительство Италии начало массовые преследования автономистов под предлогом, что они оказывали поддержку Красным бригадам. В результате было задержано 12 000 ультралевых активистов; шестистам удалось бежать из страны, в их числе 300-м во Францию и 200-м в Южную Америку.
Во Франции многочисленные автономные организации участвовали в многочисленных антиядерных демонстрациях, маршах безработных, выступали в поддержку RAF, из их числа вышла группа «прямое действие», просуществовавшая до 1987 года, в 1990-е годы к традиционной сфере деятельности прибавилось участие в альтерглобалистских мероприятиях и солидарность с нелегалами.
В Германии движение автономов возникло во времена студенческого движения конца 1960-х. «Новые левые», так называемое движение «Spontis» и акции «Spaßguerilla», проводимые, к примеру, членами Коммуны 1 в Западном Берлине, имели наибольшее влияние на принципы и способы проведения акций немецких автономов. Они включали в себя не только демонстрации, саботаж и забастовки, но и сооружение баррикад и закидывание полиции камнями и коктейлями Молотова.
В 1970-х годах считалось, что автономы поддерживают левые террористические группировки, такие как Фракция Красной Армии (RAF), Движение второго июня и в особенности Революционные ячейки. На самом деле, в сети Революционных ячеек была фракция (большей частью в Западном Берлине), причислявшая себя к социал-революционным, а своих членов к автономам.
Первые акции, в которых принимали участие группировки, называвшие себя автономами, состоялись в больших городах на севере ФРГ и в Западном Берлине в начале 1980-х. В Берлине состоялся первый съезд автономов летом 1980 года. 6 мая 1980 г. является важной датой в истории движения и поэтому считается некоторыми датой его основания: в Бремене на стадионе Везерштадион состоялась церемония военной присяги, вызвавшая массу протестов. Тысячи противников милитаризма — многие из них были организованы в вооруженные группы — вступили в противоборство с огромным количеством присутствовавшей полиции.
В период 1970-х — 1990-х годов, а также и в наше время автономные группировки часто принимали и принимают участие в демонстрациях Новых социальных движений, к примеру, Пацифистского движения или Движения против атомной энергии. Активное участие они принимали также в акции против атомной станции «Брокдорф» в 1981 г., против сооружения для переработки отработавшего ядерного топлива в Ваккерсдорфе до 1986 г. и строительства Западной взлётной полосы во Франкфурте-на-Майне в 80-х. В наше время многие автономы принимали участие в акциях для предотвращения транспортировки ядерного мусора из французского Ла-Аг в немецкое хранилище Горлебен.
Тактика немецких автономов была подобна тактике современного чёрного блока. Они носили тяжёлую чёрную одежду, лыжные маски, шлемы. Движение пошло на спад после 1989 года, когда был принят новый закон о демонстрациях. В зависимости от целей и содержания акций автономы могут приветствоваться или не приветствоваться организаторами. Однако часто автономы сами ими и являются. Причиной спорных отношений автономов с другими участниками Новых социальных движений является агрессивное настроение некоторых автономов, то есть их готовность прибегнуть к насилию, к примеру, метанию камней, дракам с противниками и полицией.
Чтобы не быть узнанными, члены автономных групп появляются на демонстрациях только в группах и всегда замотанные в традициях так называемого «чёрного блока». Этот термин ввела в употребление прокуратура Франкфурта-на-Майне в 1981 году. Она хотела судить автономов за причастность к террористической группировке под названием «Чёрный блок». Униформная одежда и передвижение рядами в виде блока были приняты в качестве меры защиты от органов правопорядка. До этого на демонстрациях были запрещены шлемы, щитки, защитные очки и респираторы как средства защиты от полиции, классифицированные законодательными органами как пассивное вооружение. Но не только установление личности участников, но также и их арест усложняются благодаря появлению в чёрном блоке. Реакцией на это было запрещение маскировки в рамках изменения закона о собраниях в 1985 году.
В наше время автономы в основном участвуют в акциях сквоттеров (например, захвате улицы Хафенштрассе в Гамбурге), антифа (антифашистских групп, проводящих акции против правоэкстремистских группировок), а также антирасистского движения, к примеру, в акциях солидарности с иммигрантами под девизом «ни один человек не может являться нелегальным».
В конце 2000-х годов стали проводиться регулярные съезды автономов для укрепления неформальных связей между участниками. В 2011 году органы защиты конституции отреагировали на это увеличенным контролем с помощью своих осведомителей.
С 1970-х годов и до наших дней сильна традиция анархистского автономизма в Греции.

## Разделение, дебаты об антисемитизме
Со времени своего основания автономы являлись смешением различных фракций радикальных, не принадлежавших к парламенту левых. В зависимости от региона и времени в движении доминировало то или иное направление. В одно время большое влияние имели группировки, склонявшиеся к анархо-синдикализму, в другое время — близкие к Фракции Красной Армии антиимпериалисты. Движение автономов всегда было очень пестрым, однако сторонам удавалось после длительных споров прийти к компромиссу.
Два противоположных лагеря назывались в общем «Антинемцы» и «Антиимпериалисты». Раздел произошел в результате дебатов по вопросам антисемитизма среди левых, позиции в ближневосточном конфликте и оценки войны в Ираке. Обе стороны настолько твердо стоят на своих позициях, что дело дошло даже до стычек между ними.
«Антинемецкий» лагерь солидарен с Израилем и поддерживает ближневосточную политику США. Эта точка зрения имеет свои истоки в критике исламского фундаментализма и деятельности террористов-смертников.
«Антиимпериалисты» считают политику Израиля и США с идеологической точки зрения империалистической и поэтому преступной. Следовательно, они симпатизируют «Освободительной борьбе палестинского народа против господства Израиля».
Большинство антиимпериалистов не считают себя автономами. Главный тезис их идеологии: экономически развитые страны эксплуатируют Южную Америку, Африку и Азию в целях наращивания своего капитала. Таким образом, капитализм получил геостратегическое значение: даже самые бедные жители экономически развитых стран получают выгоду от эксплуатации трех континентов, указанных выше, — следовательно, в развитых странах не существует истинного пролетариата, материально заинтересованного в социальной революции. Задача революционеров, таким образом, сводится к поддержке движений за независимость и социалистических режимов в развивающихся странах и препятствию развитию военной промышленности в развитых странах посредством саботажа или интервенциям, участвуя в политических движениях. Поскольку классовая борьба при этом сводится к более или менее вооруженному противостоянию, проявляется некоторая идеологическая близость к Фракции Красной Армии (RAF), которая набирала в свои ряды новобранцев из антиимпериалистических кругов, хотя далеко не все антиимпериалисты симпатизировали RAF. Автономы же, верившие в возможность революционных изменений в развитых странах, называли себя социал-революционерами. Позиция антинемцев частично передалась антинационалистам, которые отрицают национальную принадлежность как придание национального характера на самом деле социальным проблемам общества и в отличие от антинемцев не связывают немецкий антисионизм с позитивной оценкой политики США. Среди автономов имеются представители обоих течений. К примеру, антинемецкие и антинациональные дискуссии оказывают большое влияние на журнал «konkret» и газету «JungleWorld».
Группы автономов, ориентированные на анархизм и анархо-синдикализм, отвергают использование национальных флагов, равно как и выражение солидарности с нациями и/или национальными движениями за независимость, поскольку для них господство и угнетение являются неотъемлемыми составляющими субъекта «нация». Среди автономов, пожалуй, больше всего представителей именно этого течения, отделяющегося и от антиимпериалистов, и от антинемцев.

## Теория и содержание
В автономных кругах больше всего обсуждаются темы самоопределения, самоорганизации и вооружения, а также теоретическая и практическая сторона акций, пропаганды, политизированность общества. При этом сами акции и пропаганда относятся скорее к методике, а политизированность к дидактике, без которой движение автономов и достижение их целей были бы невозможными.
В понимании автономов невозможно быть полностью независимым. Жизнь каждого в какой-то мере зависит от множества обстоятельств, что, конечно, нормально для человека как социального существа. Однако возникает вопрос: как может эта зависимость быть сведена к минимуму, чтобы человек большей частью мог сам принимать решения в жизни. Поэтому вооружение автономных группировок происходит не ради вооружения, а для борьбы, которая проходит с помощью поджогов, реже взрывов (пример такой организации — K.O.M.I.T.E.E.). Насилие ради насилия или насилие как бесцельный ритуал отвергаются. Монополия власти государства оспаривается при этом.
Целями нападений являются также секс-шопы, организаторы секс-туристических поездок (сексизм), ведомства по делам иностранцев (расизм), места, где собираются (нео)нацисты (фашизм и неонацизм), а также некоторые предприятия, эксплуатирующие своих работников и/или природу (капитализм).
К теоретическим основам автономов относится так называемая «tripleoppression» (расизм, сексизм и классизм — из книги «Три к одному» Клауса Виманна). Эта точка зрения заменяет классические тезисы социалистов и коммунистов, по которым капитализм является главной проблемой (конфликт между общественным производством и частной собственностью на продукты), другие же формы эксплуатации и угнетения, такие как расизм и сексизм, играют крайне малую роль. Здесь же человек является частью сети из трех форм насилия, которые проявляются в той или иной степени в зависимости от ситуации.

## Влияние субкультуры
В начале 1980-х развивающееся движение — панк — противопоставило свой стиль жизни и свою музыку коммерциализированной рок- и поп-музыке, а также конвенциональной моде и образу жизни. Панк-движение имело большое культурное влияние на молодых автономов. Однако интересы панков и «автоматов» — так панки называют автономов — различаются, что приводит к конфликтам.
Рациональные левые теории связаны с «субверсивно-сумасшедшим» юмором, воплощенным в таких организациях, как «Spontiliste», бывшей даже в студенческих парламентах под именами «Die Rebellen vom Liang Shiang Po», LOLA (Список без завышенных претензий) и WAHL-Liste (По-настоящему альтернативный список университетов). Кроме того, в движении автономов часто обсуждается вегетарианство. По поводу вооружения движение разделилось сильно. Одни считают «черный блок» истинной формой демонстраций автономов, другие считают это бессмысленным ритуалом и придумывают новые формы акций, такие как Pink and Silver, сочетающие в себе комические и даже музыкальные элементы.